# 麋竺
麋竺（2世紀—221年），字子仲，徐州東海朐（今江苏省连云港市）人，三國時期蜀漢官吏，官至安漢將軍，在世時是蜀漢地位及待遇最高的官員。

## 生平
糜竺出身徐州豪門，先祖世代經營墾殖，養有僮僕、食客近萬，家產富裕中，後來徐州州牧陶謙聘請他為別駕從事。
194年，陶謙病死，麋竺奉陶謙遺命，迎接在小沛的劉備入主徐州，輔佐劉備，為偏將軍。不久，呂布東來投靠劉備，並於196年乘劉備與袁術戰爭，偷襲下邳，並虜獲劉備的妻子，兵敗的劉備逃到广陵郡海西县。麋竺特意將妹妹麋氏嫁給劉備，並贈送大量金銀與奴僕給劉備。後來曹操想表麋竺為嬴郡太守，其弟麋芳為彭城相，但兄弟二人都不接受，決意跟隨劉備。
劉備兵敗給曹操，向南投靠劉表，劉備先遣麋竺與劉表見面，與簡雍和孫乾同為從事中郎。214年，劉備入主益州，糜竺被拜為安漢將軍，地位在軍師將軍諸葛亮之上，待遇位極蜀漢眾臣。因當年資助家產給時局艱困的劉備，此雪中送炭的壯舉讓所有蜀臣對麋竺的最高待遇都無異議；之後與群臣一起上表力勸劉備稱帝。
219年，麋竺弟麋芳在關羽北伐時（樊城之戰），叛蜀歸吳，害關羽兵敗被擒殺。得知弟弟叛變的麋竺羞愧難當，自縛向劉備請罪，劉備反過來安慰他，認為弟之罪兄不該相連，對他禮敬如初。雖然獲得劉備諒解也沒被為難，但麋竺仍非常自責，長期抑鬱使健康狀況急轉直下，一年多後便去世。

## 特徵
麋竺雍容大方，敦厚文雅，擅長騎馬射箭，但並不擅長內政或軍事等公務，所以一直擔任無實權的閒職。由於曾重金資助劉備且個性好，故劉備一直對他十分禮敬，賞賜優寵，無與為比。

## 逸聞
- 根據《搜神記》的記載，說曾遇過火神，並受其指點而免於大火。

## 家庭

### 兄弟姊妹
- 麋芳，麋竺之弟，本與麋竺跟隨劉備。後為南郡太守，但他叛蜀歸吳，令關羽被擒殺。
- 麋夫人，麋竺之妹，於劉備落難時，麋竺將她嫁給劉備。

### 後代
- 麋威，麋竺子，官至虎賁中郎將，善於騎馬、射箭。
  - 麋照，麋威子，官至虎騎監，善於騎馬、射箭。
    - 麋晃，麋照子[來源請求]

## 評價
《三國志》評曰：「許靖夙有名譽，既以篤厚為稱，又以人物為意，雖行事舉動，未悉允當，蔣濟以為「大較廊廟器」也。麋竺、孫乾、簡雍、伊籍，皆雍容風議，見禮於世。秦宓始慕肥遯之高，而無若愚之實。然專對有餘，文藻壯美，可謂一時之才士矣。」 
曹操表麋竺：「泰山郡界廣遠，舊多輕悍，權時之宜，可分五縣為嬴郡，揀選清廉以為守將。偏將軍麋竺，素履忠貞，文武昭烈，請以竺領嬴郡太守，撫慰吏民。」
楊戲的《季漢輔臣贊》中贊麋子仲：「安漢雍容，或婚或賓，見禮當時，是謂循臣。」

## 影视形象
- 中國中央電視台電視劇《三國演義》（1994年）：朱秉谦、任东升、杨乃煌
- 台灣華視電視劇《三國英雄傳之關公》（1996年）：王晨旭
- 中国中央电视台电视剧《武圣关公》（2004年）：胡平
- 中國電視劇《三国》（2010年）：金鑫

## 動漫遊戲
- 《火鳳燎原》（陳某）:設定於曹操「奉孝殺戮」時登場。

## 延伸阅读
[在维基数据编辑]
 《三國志·卷38》，出自陳壽《三國志》